# Продановци (област Габрово)
Вижте пояснителната страница за други значения на Продановци.
Продановци е село в Северна България, община Габрово, област Габрово.

## География
Село Продановци се намира на около 2,5 km запад-северозападно от центъра на град Габрово и около 0,5 km южно от габровския квартал Войново. Надморската височина на селото варира между 400 m в севрозападния му край и 420 m – в югоизточния. Продановци има пътна връзка с квартал Войново. На около 400 m северно от селото се намира малкият язовир край квартал Войново, построен на река Лопушница, която има началото си на около 800 m югозападно от Продановци.

## Население
Населението на село Продановци наброява 32 души при преброяването към 1934 г., намалява през следващите години до отсъствие на постоянни жители в отделни периоди, а към 2019 г. наброява (по текущата демографска статистика за населението) 5 души.
Преброяване на населението през 2011 г.
Численост и дял на етническите групи според преброяването на населението през 2011 г.:
|                     | Численост | Дял (в %) |
| Общо                | 5         | 100,00    |
| Българи             | 5         | 100,00    |
| Турци               | 0         | 0,00      |
| Цигани              | 0         | 0,00      |
| Други               | 0         | 0,00      |
| Не се самоопределят | 8         | 0,00      |
| Неотговорили        | 0         | 0,00      |